# Buffalo City (Wisconsin)
Buffalo City és una població del Comtat de Buffalo (Wisconsin) als Estats Units d'Amèrica. Segons el 2000 tenia 1.040 habitants.

## Demografia
Segons el cens del 2000, Buffalo City tenia 1.040 habitants, 445 habitatges, i 320 famílies. La densitat de població era de 187,6 habitants per km².
Dels 445 habitatges en un 29% hi vivien nens de menys de 18 anys, en un 63,1% hi vivien parelles casades, en un 6,1% dones solteres, i en un 27,9% no eren unitats familiars. En el 24,7% dels habitatges hi vivien persones soles l'11,9% de les quals corresponia a persones de 65 anys o més que vivien soles. El nombre mitjà de persones vivint en cada habitatge era de 2,34 i el nombre mitjà de persones que vivien en cada família era de 2,77.
Per edats la població es repartia de la següent manera: un 22,5% tenia menys de 18 anys, un 5,7% entre 18 i 24, un 26,9% entre 25 i 44, un 27,2% de 45 a 60 i un 17,7% 65 anys o més.
L'edat mediana era de 43 anys. Per cada 100 dones de 18 o més anys hi havia 96,1 homes.
La renda mediana per habitatge era de 39.318 $ i la renda mediana per família de 48.906 $. Els homes tenien una renda mediana de 30.250 $ mentre que les dones 20.625 $. La renda per capita de la població era de 18.392 $. Aproximadament l'1,9% de les famílies i el 3,8% de la població estaven per davall del llindar de pobresa.

## Poblacions més properes
El següent diagrama mostra les poblacions més properes.